# Sleeping Sun
„Sleeping Sun” este o piesă înregistrată de formație symphonic metal finlandeză Nightwish. A fost realizată și înregistrată pe CD și pe DVD ca single la sfârșitul lui octombrie - începutul lui noiembrie 2005.

## A doua realizare
În 2005, Nightwish a anunțat că ei înregistrează o nouă compilație, intitulată Highest Hopes. „Sleeping Sun” a apărut de asemenea pe album, dar nu în varianta inițială: versiunea realizată ca single, cu versiunea radio și cea originală.
Formația a filmat și un videoclip pentru versiunea nouă. De data aceasta videoclipul nu e intim ca varianta originală. Pe lângă Tarja lângă peisajele finlandeze; vedem un război medieval. În mijlocul bătăliei, Tarja cântă renașterea „Sleeping Sun” (română: „Soare adormit”). Single-ul a fost realizat cu două zile înainte ca Tarja să fie concediată.